# Cruz al Mérito en la Guerra (Reuss)
La Cruz al Mérito en la Guerra (en alemán: Kriegsverdienstkreuz) fue una condecoración militar del Principado de Reuss. Establecida el 23 de mayo de 1915 por el Príncipe Enrique XXVII la Cruz fue presentada a todos los rangos por conducta distinguida en combate.